# Moritz Gottlieb Saphir
Moritz Gottlieb Saphir magyarosan Saphir Móric, született Moses Saphir (Lovasberény, 1795. február 8. – Baden bei Wien, 1858. szeptember 5.) osztrák humorista, író, lapszerkesztő.

## Élete
Israel Saphir és Charlotte Brüll zsidó szülők gyermekeként jött a világra. Apja kereskedő volt; II. József császár idejében, a kormánybiztos tanácsára vette fel a Saphir családi nevet, melyet az ujján viselt zafírköves gyűrű után választott. Fiát a kereskedői pályára szánta, aki azonban nagyobb hajlamot mutatott a tanulásra, ezért 1806-ban Prágába a rabbi-iskolába küldte, ahol a Talmud mellett megtanulta a német, francia, angol és olasz nyelvet. 1814-ben visszatért szüleihez és az apja üzletébe lépett; a kereskedés helyett azonban inkább verseket írt és mulatott. Végül vándorlásaiból visszatérve, Pestre jött, ahol a nyelvismereteihez még a latint és görögöt is megtanulta; itt is csaknem kizárólag az irodalommal foglalkozott.
Ekkor írta meg Der falsche Kaschtan című bohózatát. Ezt a maró gúnnyal, helyi jiddis dialektusban írt, de elveszettnek hitt munkát nyolcvan évi lappangás után Ben Eliezer (Mandl Bernát) fedezte fel és publikálta a Magyar Zsidó Szemle 1900. évfolyamában. Ugyancsak elveszett Die falsche Catalini című másik jiddis pasquillusa is.
1822-ben Bäuerle meghívására Bécsbe utazott és lapjának, a Theater-Zeitungnak, főmunkatársa lett; e mellett közreműködött más lapoknál is; egyszersmind a németországi nevezetesebb szépirodalmi lapoknak bécsi tudósítója volt. 1825-ben Bécsből felsőbb rendelettel kiutasították. Ekkor Berlinben kezdett irodalmi kíméletlensége által közfigyelmet ébreszteni, amit különösen lapjai által terjesztett (Berliner Schnellpost, 1826-27 és Berliner Courier, 1827-29). Akkoriban nem volt ember, aki többet nevettetett és többet bosszantott volna, mint Saphir. Szúró szatírája miatt sok ellensége támadt Berlinben is; ezért 1829 végén Münchenbe költözött, ahol egyszerre két lapot indított meg, a Bazart és a Der Deutsche Horizontot; azonban 1833-ban mind a két lap megszűnt. Miután a királyt is sértegette, 1834-ben fogságba jutott, majd kiutasították.
Később a király kinevezte intendánsi tanácsosnak és több évig vígan élhetett Münchenben. Münchenből Párizsba ment, ahol Heinet is meglátogatta. Innét visszatért Bécsbe és 1837. január 1-jén megindította Der Humorist című lapját, melyet haláláig szerkesztett. Más művészek példájára fölvette azt a szokást, hogy nemcsak Bécsben tartott humorisztikus felolvasásokat, hanem utazásai közben különböző városokban, így több ízben látogatta meg Pestet is. 1848-ban kénytelen volt Bécset elhagyni és Badenbe költözött, ahonnét Jellacsics seregével tért vissza Bécsbe, ahol folytatta zsurnalisztikai pályáját; azonban visszatértekor szélütés érte és elkedvetlenedve töltötte éveit, nyaranként Badenben (Bécs mellett) tartózkodott és ott halt meg. Megható módon szerette leányát, akit élete végén Ferenc József király kegyeibe ajánlott. Az uralkodó meg is ígérte neki, hogy gondoskodni fog gyermekéről.

## Írásai
Elbeszélései, cikkei a Rajzolatokban (1835. A halottfestő, novella; 1837. Manteli, vagy második Diogenes életéből legújabb, a Humorist után, 1838. 46. sz. Pesten 1838. június 3-án az árvízkárosultak javára tartott felolvasása, magyarra ford. «Sympathia, antipathia, allopathia, homeopathia, hydropathia, vagy: hányfélekép mondhatni emberhez «adsza pénzt!» A magyar nők, Dr. Riloge, 1839. Levegő, tűz, víz, föld, Borjúhús gombával); a brassói Blätter für Geist, Gemüth und Vaterlandsliebeban (1838. Karl Filtsch, das Fantasiekind); az Ungarban (1845-46. Bilder aus meiner Selbst-Biographie); a Játékszini Emlékkönyvben (Győr, 1847. Milyen legyen a női szív?); a Kecskeméti Lapokban (1878. 43. sz. Saphir memoirjaiból, német után); a Képes Családi Lapokban (1884. 41. sz. Önéletrajzból, lovasberényi élete); a Czeglédben (1891. 40. sz. «Magyar vagyok», magyar czímmel, Episod az utóbbi magyar szabadságharczból, ford. Camedrio, a Kecskemét után). Költeményeiből fordítások: a Veszprémben (1856. 52. sz.), a Kecskeméti Lapokban (1887. 39. sz.), a Székesfehérvár és Vidékében (1887. 90., 93., 1888. 82., 88., 1889. 76., 81.), a Délmagyarországi Közlönyben (1888. 121.). Levele Kisfaludy Károlyhoz: Moor, 1822. ápr. 27. (Irod. Közlem. 1901)
Összegyűjtött művei 12 kötetben 1884-ben Brünnben, 26 kötetben ugyanott 1890-ben jelentek meg.

## Művei
- Freuden-Gesang zur Feier der Anwesenheit unseres Landesvaters Franz des Ersten, und unserer Landesmutter Caroline Auguste. Pesth u. Ofen, 1820 (Német és zsidó nyelven)
- Poetische Erstlinge. Pesth, 1821
- Neueste Schriften. München, 1822. Három kötet
- Conditorei des Jocus, 1825
- Neueste Schriften, 1830. Három kötet
- Gesammelte Schriften, Stuttgart, 1832. Négy kötet, szerző arczk.
- Humoristische Abende, 1832
- Humoristische Glasperlen, 1833
- Dumme Briefe, 1834. Két kötet
- Karnevals- und Markenalmanach, 1834
- Bernsteiniana, oder Mosaik von Bernstein, gefasst und geputzt von S. Pest, 1838
- Humoristische Damen-Bibliothek. Wien, 1838–1841. Hat kötet
- Das fliegende Album für Scherz, Humor und lebensfrohe Laune, 1846. Két kötet (5. kiadás: 1875)
- Wilde Rosen. Uo. 1847, szerző arczk.
- Humoristischer Volkskalander 1850-57. uo.
- Fliegendes Album für ernste und heitere Deklamation. Leipzig, 1854 (5. kiadás: 1875)
- Conversations-Lexikon für Geist, Witz und Humor. Dresden, 1858-60. Öt kötet (Glasbrenner Adolffal együtt)
- Der Genius als Pilger. Ein Festspiel zum Empfang des allerhöchsten Kaiserpaares im Pester deutschen Theater, mit Musik von F. A. Doppler. Pest, 1875
- Ausgewähte Schriften. Brünn, 1884, 12 kötet
- Saphir's Gesammelte Schriften. Uo. 1886-89, 26 kötet

Még több munkája jelent meg külföldön.

## Magyarul
- Kantai Józsefː Színházi búcsúkönyv. A színművészet lelkes pártfogóinak ajánlja a színtársulat súgója / A magán vígjáték. M. G. Saphir után; ford. Lukácsi Miklós; Gámán Ny., Kolozsvár, 1870
- Teljes végeladás. Monológ; ford. Hangay Oktáv; Singer és Wolfner, Bp., 1891 (Monológok. Víg és komoly magánjelenetek)
- Töredékek Saphir műveiből; ford. Dabóczy György; Marosvásárhely, 1903
- Újabb töredékek Saphir műveiből; ford. Dabóczi György; Adi Ny., Marosvásárhely, 1907
- Humoros felolvasások; ford., bev. Faragó Béla; Reclam Ny., Arad, 1924